# Juan Álvarez (ilusionista)
Juan Álvarez (Bogotá, 31 de agosto de 1987), conocido como The One Alvarez, es un artista colombiano reconocido en el mundo de la magia, los espectáculos de teatro y shows de televisión.

## Biografía
Sus inicios en la magia se dieron de manera experimental, gracias a una caja de magia que le trajeron sus abuelos de España. Ingreso a la Escuela de Artes Mágicas de Bogotá (EAM), donde se graduó el 31 de enero de 1999. Sus estudios secundarios finalizaron en 2005.
Se trasladó a Las Vegas en 2006, tiempo en el que profundizó su formación como mago. De 2007 a 2010 estudió diseño de espectáculos en la ciudad de Buenos Aires.
Actualmente es un mago profesional en Colombia, con reconocimiento en Latinoamérica.

## Carrera
En el año 2010 hizo una predicción sobre fútbol en el programa Yo José Gabriel del Canal RCN, lo que marcó su regreso a Colombia. Durante ese mismo año representó a Colombia en las producciones de televisión y teatro del show «Ilusión, Magia y Humor».
Tras su paso por el programa, fue productor artístico de «Ilusión Magia y Humor» durante los años 2007, 2011, 2012 y 2013. Representó a Colombia en Intermagic y en el Mundial de Magia de 2012 y 2014. Se presentó en México durante 2015 y 2016 en el festival Mágica y realizó temporadas públicas en el casino Hollywood en 2015, 2016 y 2017.

## Apariciones importantes en televisión
- Yo José Gabriel. Canal RCN 2010
- Ilusión, Magia y Humor. Canal RCN 2010
- BRAVISSIMO. City TV, sección: Juan Alvarez VIP 2012
- BRAVISSIMO. City TV, sección: Juan Alvarez VIP 2013
- BRAVISSIMO. City TV, sección: Juan Alvarez VIP 2014
- Protagonistas de Nuestra Tele. Canal RCN 2014
- BRAVISSIMO. City TV, sección: Juan Alvarez VIP 2015
- BRAVISSIMO. City TV, sección: Juan Alvarez VIP 2016
- BRAVISSIMO. City TV, sección: Juan Alvarez VIP 2017
- Teletón Colombia. 2017
- Festival Internacional del Humor. Canal Caracol 2015
- Festival Internacional del Humor. Canal Caracol 2016
- Festival Internacional del Humor. Canal Caracol 2017
- Festival Internacional del Humor. Canal Caracol 2018
- Festival Internacional del Humor. Canal Caracol 2019
- Sábados Felices, Jurado Canal Caracol. 2018
- Sábados Felices, Jurado Canal Caracol. 2019
- Día a Día. Canal Caracol Invitado Central 2016
- Día a Día. Canal Caracol Invitado Central 2017
- Día a Día. Canal Caracol Invitado Central 2018
- Día a Día. Canal Caracol Invitado Central 2019